# 拉格洛里亞 (塞薩爾省)
拉格洛里亞是哥倫比亞的城鎮，位於該國東北部，由塞薩爾省負責管轄，距離首府巴耶杜帕爾268公里，始建於1800年，面積736平方公里，海拔高度21米，2005年人口14,173。

## 外部連結
- （西班牙文）La Gloria official website

8°35′N 73°35′W / 8.583°N 73.583°W